# NBA All-Star Week-end

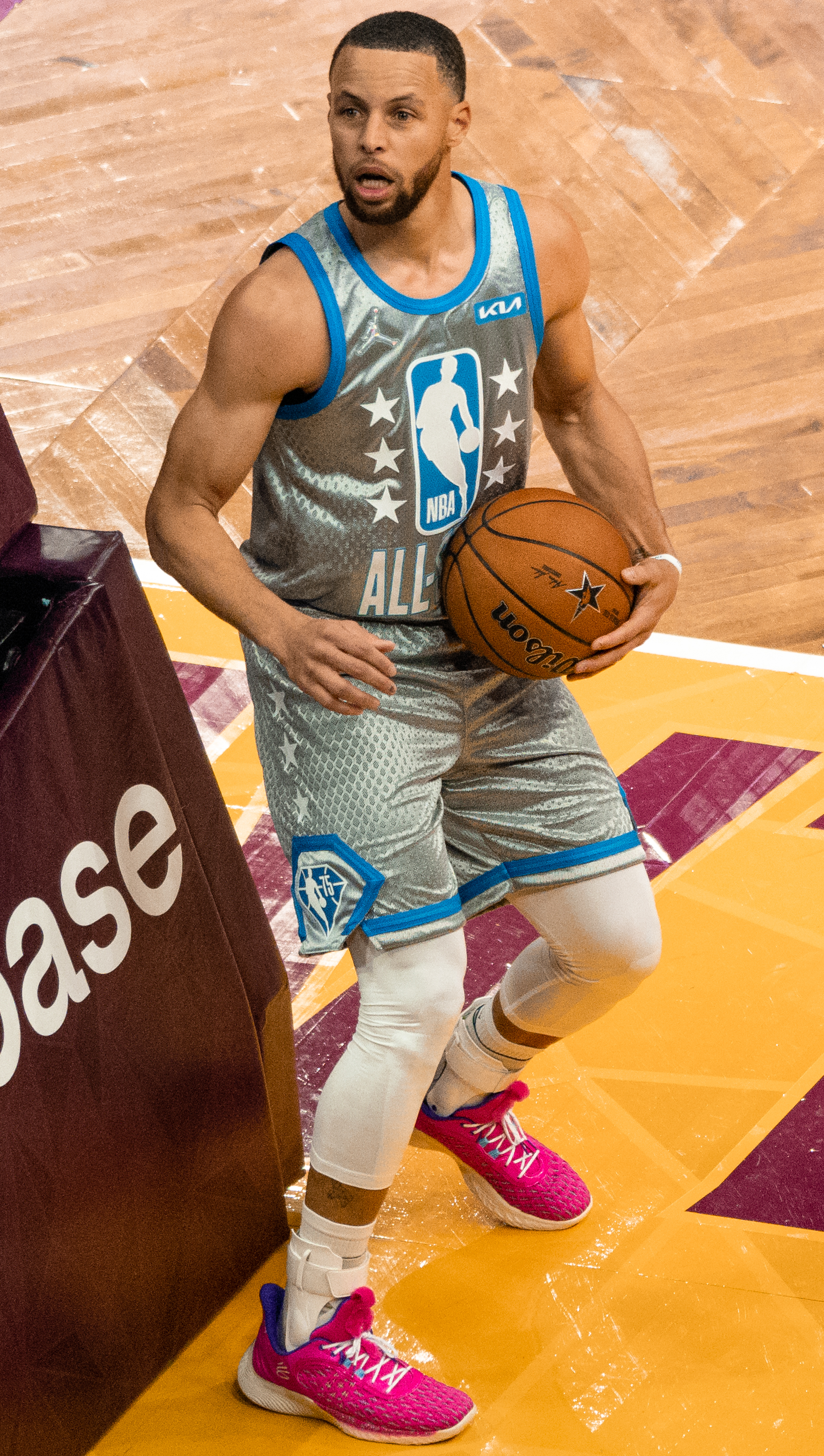
Stephen curry lors du all Star Game

Le NBA All-Star Week-end est un événement annuel de basket-ball organisé par la NBA, se déroulant au mois de février, ponctué par différents matches, exhibitions, concours et dont le point culminant est le NBA All-Star Game le dimanche soir.
Le All-Star Week-end se divise en plusieurs évènements sportifs sur trois jours. En outre, il existe depuis 1992, en marge du NBA All-Star Week-end, la NBA Jam Session, un parc d'attractions consacré au basket-ball où les fans prennent part à différentes animations liées au basket-ball et à la NBA, qui se déroule du jeudi au samedi. La NBA Jam Session vise essentiellement le jeune public.

## Le vendredi
- Le Rising Stars Challenge : une compétition sous la forme d'un mini-tournoi opposant des équipes composées de joueurs rookies, sophomores et des joueurs de la NBA Gatorade League et de la NBA G League Ignite.
- Le NBA All-Star Weekend Celebrity Game : match entre des célébrités.

## Le samedi
- Le Slam Dunk Contest : concours de dunks.
- Le Three-point Shootout : concours de tirs à 3 points.
- Le Skills Challenge : Le concours d'agilité, de qualités de passes et de tirs opposant trois équipes différentes.

Jusqu'en 1993, la NBA organisait le NBA All-Star Legends Game, rencontre opposant deux équipes composées d'anciens joueurs de NBA.
À partir de l'édition de 2016, la NBA supprima le Shooting Stars Competition.

## Le dimanche

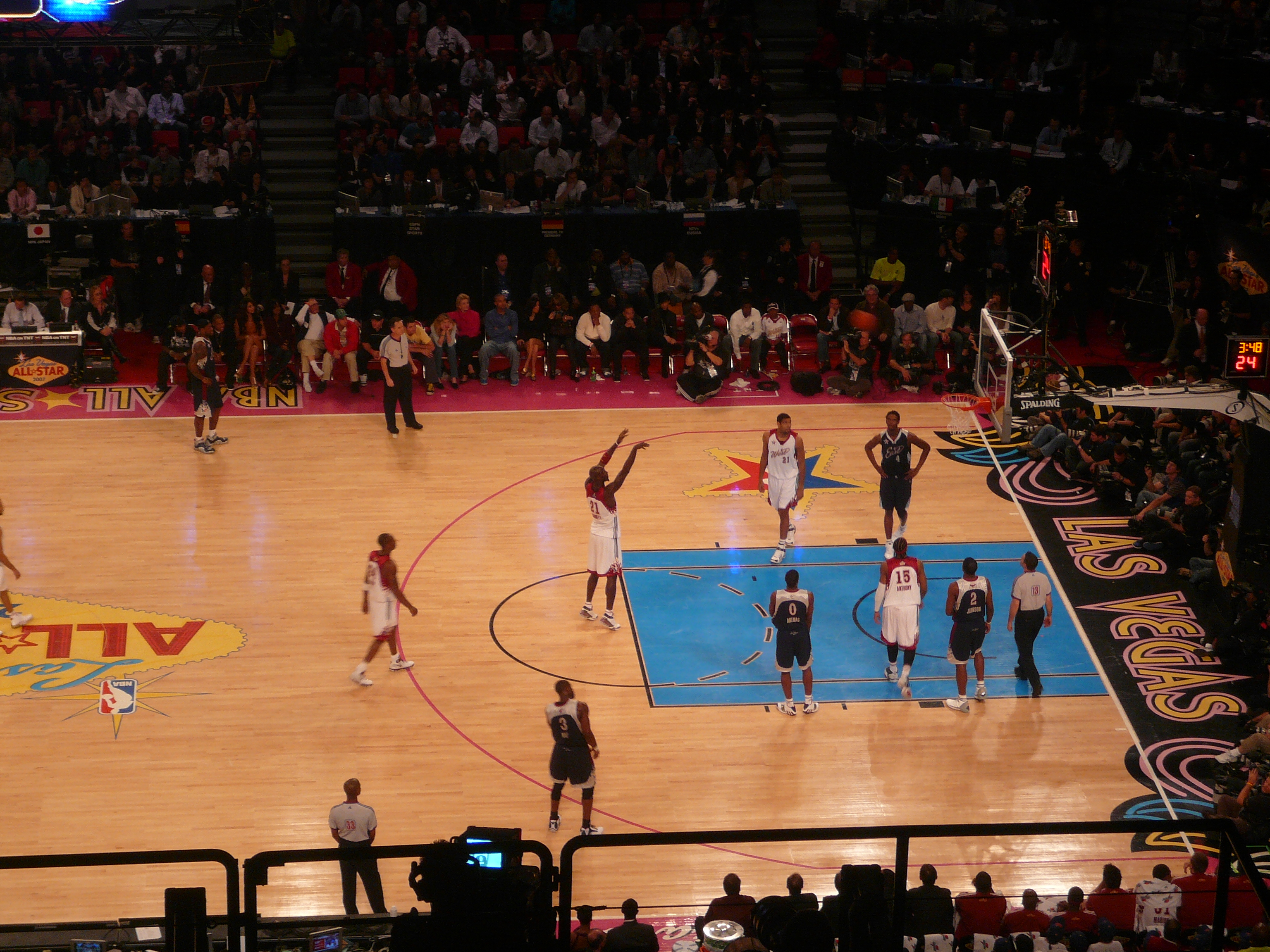
All Star Game 2007

- All Star Game 2007Le NBA All-Star Game : le match qui oppose les 24 joueurs sélectionnés, répartis en deux équipes, l'équipe de la Conférence Est et l'équipe de la Conférence Ouest.

## Palmarès du All-Star Game
Les All-Stars de la Conférence Est mènent 37 victoires à 27 face aux All-Stars de la Conférence Ouest.
| Année | Salle                                      | Ville                                      | Vainqueur                                  | Score                                      | Score                                      | Adversaire                                 | MVP                                        |
| ----- | ------------------------------------------ | ------------------------------------------ | ------------------------------------------ | ------------------------------------------ | ------------------------------------------ | ------------------------------------------ | ------------------------------------------ |
| 1951  | Boston Garden                              | Boston                                     | Est                                        | 111                                        | 94                                         | Ouest                                      | Ed Macauley                                |
| 1952  | Boston Garden                              | Boston                                     | Est                                        | 108                                        | 91                                         | Ouest                                      | Paul Arizin                                |
| 1953  | Allen County War Memorial Coliseum         | Fort Wayne                                 | Ouest                                      | 79                                         | 75                                         | Est                                        | George Mikan                               |
| 1954  | Madison Square Garden                      | New York                                   | Est                                        | 98                                         | 93                                         | Ouest                                      | Bob Cousy                                  |
| 1955  | Madison Square Garden                      | New York                                   | Est                                        | 100                                        | 91                                         | Ouest                                      | Bill Sharman                               |
| 1956  | Rochester War Memorial Coliseum            | Rochester                                  | Ouest                                      | 108                                        | 94                                         | Est                                        | Bob Pettit                                 |
| 1957  | Boston Garden                              | Boston                                     | Est                                        | 109                                        | 97                                         | Ouest                                      | Bob Cousy                                  |
| 1958  | Kiel Auditorium                            | Saint Louis                                | Est                                        | 130                                        | 118                                        | Ouest                                      | Bob Pettit                                 |
| 1959  | Olympia Stadium                            | Détroit                                    | Ouest                                      | 124                                        | 108                                        | Est                                        | Elgin Baylor et Bob Pettit                 |
| 1960  | Convention Hall                            | Philadelphie                               | Est                                        | 125                                        | 115                                        | Ouest                                      | Wilt Chamberlain                           |
| 1961  | Onondaga County War Memorial Coliseum      | Syracuse                                   | Ouest                                      | 153                                        | 131                                        | Est                                        | Oscar Robertson                            |
| 1962  | Kiel Auditorium                            | Saint Louis                                | Ouest                                      | 150                                        | 130                                        | Est                                        | Bob Pettit                                 |
| 1963  | Los Angeles Memorial Sports Arena          | Los Angeles                                | Est                                        | 115                                        | 108                                        | Ouest                                      | Bill Russell                               |
| 1964  | Boston Garden                              | Boston                                     | Est                                        | 111                                        | 107                                        | Ouest                                      | Oscar Robertson                            |
| 1965  | Kiel Auditorium                            | Saint Louis                                | Est                                        | 124                                        | 123                                        | Ouest                                      | Jerry Lucas                                |
| 1966  | Cincinnati Gardens                         | Cincinnati                                 | Est                                        | 137                                        | 94                                         | Ouest                                      | Adrian Smith                               |
| 1967  | Cow Palace                                 | San Francisco                              | Ouest                                      | 135                                        | 120                                        | Est                                        | Rick Barry                                 |
| 1968  | Madison Square Garden                      | New York                                   | Est                                        | 144                                        | 124                                        | Ouest                                      | Hal Greer                                  |
| 1969  | Baltimore Civic Center                     | Baltimore                                  | Est                                        | 123                                        | 112                                        | Ouest                                      | Oscar Robertson                            |
| 1970  | The Spectrum                               | Philadelphie                               | Est                                        | 142                                        | 135                                        | Ouest                                      | Willis Reed                                |
| 1971  | San Diego Sports Arena                     | San Diego                                  | Ouest                                      | 108                                        | 107                                        | Est                                        | Lenny Wilkens                              |
| 1972  | The Forum                                  | Los Angeles                                | Ouest                                      | 112                                        | 110                                        | Est                                        | Jerry West                                 |
| 1973  | Chicago Stadium                            | Chicago                                    | Est                                        | 104                                        | 84                                         | Ouest                                      | Dave Cowens                                |
| 1974  | Seattle Center Coliseum                    | Seattle                                    | Ouest                                      | 134                                        | 123                                        | Est                                        | Bob Lanier                                 |
| 1975  | Arizona Veterans Memorial Coliseum         | Phoenix                                    | Est                                        | 108                                        | 102                                        | Ouest                                      | Walt Frazier                               |
| 1976  | The Spectrum                               | Philadelphie                               | Est                                        | 123                                        | 109                                        | Ouest                                      | Dave Bing                                  |
| 1977  | Milwaukee Arena                            | Milwaukee                                  | Ouest                                      | 125                                        | 124                                        | Est                                        | Julius Erving                              |
| 1978  | Omni Coliseum                              | Atlanta                                    | Est                                        | 133                                        | 125                                        | Ouest                                      | Randy Smith                                |
| 1979  | Pontiac Silverdome                         | Détroit                                    | Ouest                                      | 134                                        | 129                                        | Est                                        | David Thompson                             |
| 1980  | Capital Centre                             | Landover                                   | Est                                        | 144                                        | 136                                        | Ouest                                      | George Gervin                              |
| 1981  | Coliseum at Richfield                      | Cleveland                                  | Est                                        | 123                                        | 120                                        | Ouest                                      | Nate Archibald                             |
| 1982  | Brendan Byrne Arena                        | East Rutherford                            | Est                                        | 120                                        | 118                                        | Ouest                                      | Larry Bird                                 |
| 1983  | The Forum                                  | Los Angeles                                | Est                                        | 132                                        | 123                                        | Ouest                                      | Julius Erving                              |
| 1984  | McNichols Sports Arena                     | Denver                                     | Est                                        | 154                                        | 145                                        | Ouest                                      | Isiah Thomas                               |
| 1985  | Hoosier Dome                               | Indianapolis                               | Ouest                                      | 140                                        | 129                                        | Est                                        | Ralph Sampson                              |
| 1986  | Reunion Arena                              | Dallas                                     | Est                                        | 139                                        | 132                                        | Ouest                                      | Isiah Thomas                               |
| 1987  | Kingdome                                   | Seattle                                    | Ouest                                      | 154                                        | 149                                        | Est                                        | Tom Chambers                               |
| 1988  | Chicago Stadium                            | Chicago                                    | Est                                        | 138                                        | 133                                        | Ouest                                      | Michael Jordan                             |
| 1989  | Astrodome                                  | Houston                                    | Ouest                                      | 143                                        | 134                                        | Est                                        | Karl Malone                                |
| 1990  | Miami Arena                                | Miami                                      | Est                                        | 130                                        | 113                                        | Ouest                                      | Magic Johnson                              |
| 1991  | Charlotte Coliseum,                        | Charlotte                                  | Est                                        | 116                                        | 114                                        | Ouest                                      | Charles Barkley                            |
| 1992  | Orlando Arena                              | Orlando                                    | Ouest                                      | 153                                        | 113                                        | Est                                        | Magic Johnson                              |
| 1993  | Delta Center                               | Salt Lake City                             | Ouest                                      | 135                                        | 132                                        | Est                                        | Karl Malone et John Stockton               |
| 1994  | Target Center                              | Minneapolis                                | Est                                        | 127                                        | 118                                        | Ouest                                      | Scottie Pippen                             |
| 1995  | America West Arena                         | Phoenix                                    | Ouest                                      | 139                                        | 112                                        | Est                                        | Mitch Richmond                             |
| 1996  | Alamodome                                  | San Antonio                                | Est                                        | 129                                        | 118                                        | Ouest                                      | Michael Jordan                             |
| 1997  | Gund Arena                                 | Cleveland                                  | Est                                        | 132                                        | 120                                        | Ouest                                      | Glen Rice                                  |
| 1998  | Madison Square Garden                      | New York                                   | Est                                        | 135                                        | 114                                        | Ouest                                      | Michael Jordan                             |
| 1999  | match annulé ; grève des joueurs (Lockout) | match annulé ; grève des joueurs (Lockout) | match annulé ; grève des joueurs (Lockout) | match annulé ; grève des joueurs (Lockout) | match annulé ; grève des joueurs (Lockout) | match annulé ; grève des joueurs (Lockout) | match annulé ; grève des joueurs (Lockout) |
| 2000  | Oakland Arena                              | Oakland                                    | Ouest                                      | 137                                        | 126                                        | Est                                        | Tim Duncan et Shaquille O'Neal             |
| 2001  | MCI Center                                 | Washington                                 | Est                                        | 111                                        | 110                                        | Ouest                                      | Allen Iverson                              |
| 2002  | First Union Center                         | Philadelphie                               | Ouest                                      | 135                                        | 120                                        | Est                                        | Kobe Bryant                                |
| 2003  | Philips Arena                              | Atlanta                                    | Ouest                                      | 155                                        | 145                                        | Est                                        | Kevin Garnett                              |
| 2004  | Staples Center                             | Los Angeles                                | Ouest                                      | 136                                        | 132                                        | Est                                        | Shaquille O'Neal                           |
| 2005  | Pepsi Center                               | Denver                                     | Est                                        | 125                                        | 115                                        | Ouest                                      | Allen Iverson                              |
| 2006  | Toyota Center                              | Houston                                    | Est                                        | 122                                        | 120                                        | Ouest                                      | LeBron James                               |
| 2007  | Thomas & Mack Center                       | Las Vegas                                  | Ouest                                      | 153                                        | 132                                        | Est                                        | Kobe Bryant                                |
| 2008  | New Orleans Arena                          | La Nouvelle-Orléans                        | Est                                        | 134                                        | 128                                        | Ouest                                      | LeBron James                               |
| 2009  | US Airways Center                          | Phoenix                                    | Ouest                                      | 146                                        | 119                                        | Est                                        | Kobe Bryant et Shaquille O'Neal            |
| 2010  | AT&T Stadium                               | Dallas                                     | Est                                        | 141                                        | 139                                        | Ouest                                      | Dwyane Wade                                |
| 2011  | Staples Center                             | Los Angeles                                | Ouest                                      | 148                                        | 143                                        | Est                                        | Kobe Bryant                                |
| 2012  | Amway Center                               | Orlando                                    | Ouest                                      | 152                                        | 149                                        | Est                                        | Kevin Durant                               |
| 2013  | Toyota Center                              | Houston                                    | Ouest                                      | 143                                        | 138                                        | Est                                        | Chris Paul                                 |
| 2014  | New Orleans Arena                          | La Nouvelle-Orléans                        | Est                                        | 163                                        | 156                                        | Ouest                                      | Kyrie Irving                               |
| 2015  | Madison Square Garden-Barclays Center      | New York-Brooklyn                          | Ouest                                      | 163                                        | 158                                        | Est                                        | Russell Westbrook                          |
| 2016  | Air Canada Centre                          | Toronto                                    | Ouest                                      | 196                                        | 173                                        | Est                                        | Russell Westbrook                          |
| 2017  | New Orleans Arena                          | La Nouvelle-Orléans                        | Ouest                                      | 192                                        | 182                                        | Est                                        | Anthony Davis                              |
| 2018  | Staples Center                             | Los Angeles                                | Team LeBron                                | 148                                        | 145                                        | Team Stephen                               | LeBron James                               |
| 2019  | Spectrum Center                            | Charlotte                                  | Team LeBron                                | 178                                        | 164                                        | Team Giannis                               | Kevin Durant                               |
| 2020  | United Center                              | Chicago                                    | Team LeBron                                | 157                                        | 155                                        | Team Giannis                               | Kawhi Leonard                              |
| 2021  | State Farm Arena                           | Atlanta                                    | Team Lebron                                | 170                                        | 150                                        | Team Durant                                | Giánnis Antetokoúnmpo                      |
| 2022  | Rocket Mortgage FieldHouse                 | Cleveland                                  | Team LeBron                                | 163                                        | 160                                        | Team Durant                                | Stephen Curry                              |
| 2023  | Vivint Smart Home Arena                    | Salt Lake City                             | Team Giannis                               | 184                                        | 175                                        | Team LeBron                                | Jayson Tatum                               |
| 2024  | Bankers Life Fieldhouse                    | Indianapolis                               | Ouest                                      | 211                                        | 186                                        | Est                                        | Damian Lillard                             |

## Palmarès duRookie Challenge / Rising Star Challenge
| Année | Vainqueur            | Score                | Score                | Adversaire           | MVP                                             |
| ----- | -------------------- | -------------------- | -------------------- | -------------------- | ----------------------------------------------- |
| 2000  | Rookies              | 92                   | 81                   | Sophomores           | Elton Brand (Bulls de Chicago)                  |
| 2001  | Sophomores           | 121                  | 113                  | Rookies              | Wally Szczerbiak (Timberwolves du Minnesota)    |
| 2002  | Rookies              | 103                  | 97                   | Sophomores           | Jason Richardson (Warriors de Golden State)     |
| 2003  | Sophomores           | 132                  | 112                  | Rookies              | Gilbert Arenas (Warriors de Golden State)       |
| 2004  | Sophomores           | 142                  | 118                  | Rookies              | Amar'e Stoudemire (Suns de Phoenix)             |
| 2005  | Sophomores           | 133                  | 106                  | Rookies              | Carmelo Anthony (Nuggets de Denver)             |
| 2006  | Sophomores           | 106                  | 96                   | Rookies              | Andre Iguodala (Sixers de Philadelphie)         |
| 2007  | Sophomores           | 155                  | 114                  | Rookies              | David Lee (Knicks de New York)                  |
| 2008  | Sophomores           | 136                  | 109                  | Rookies              | Daniel Gibson (Cavaliers de Cleveland)          |
| 2009  | Sophomores           | 122                  | 116                  | Rookies              | Kevin Durant (Thunder d'Oklahoma City)          |
| 2010  | Rookies              | 140                  | 128                  | Sophomores           | Tyreke Evans (Kings de Sacramento)              |
| 2011  | Rookies              | 148                  | 140                  | Sophomores           | John Wall (Wizards de Washington)               |
| 2012  | Team Chuck           | 146                  | 133                  | Team Shaq            | Kyrie Irving (Cavaliers de Cleveland)           |
| 2013  | Team Chuck           | 163                  | 135                  | Team Shaq            | Kenneth Faried (Nuggets de Denver)              |
| 2014  | Team Hill            | 142                  | 136                  | Team Webber          | Andre Drummond (Pistons de Détroit)             |
| 2015  | Team World           | 121                  | 112                  | Team USA             | Andrew Wiggins (Timberwolves du Minnesota)      |
| 2016  | Team USA             | 157                  | 154                  | Team World           | Zach LaVine (Timberwolves du Minnesota)         |
| 2017  | Team World           | 150                  | 141                  | Team USA             | Jamal Murray (Nuggets de Denver)                |
| 2018  | Team World           | 155                  | 124                  | Team USA             | Bogdan Bogdanović (Kings de Sacramento)         |
| 2019  | Team USA             | 161                  | 144                  | Team World           | Kyle Kuzma (Lakers de Los Angeles)              |
| 2020  | Team USA             | 151                  | 131                  | Team World           | Miles Bridges (Hornets de Charlotte)            |
| 2021  | match annulé ; COVID | match annulé ; COVID | match annulé ; COVID | match annulé ; COVID | match annulé ; COVID                            |
| 2022  | Team Rick Barry      | 25                   | 23                   | Team Isiah Thomas    | Cade Cunningham (Pistons de Détroit)            |
| 2023  | Team Pau Gasol       | 25                   | 20                   | Team Joakim Noah     | Jose Alvarado (Pelicans de La Nouvelle-Orléans) |
| 2025  | Team Jalen Rose      | 25                   | 13                   | Team Detlef Schrempf | Bennedict Mathurin (Pacers de l'Indiana)        |

## Three-point Shootout
| Année | Vainqueur          | Équipe                    |
| ----- | ------------------ | ------------------------- |
| 1986  | Larry Bird         | Celtics de Boston         |
| 1987  | Larry Bird         | Celtics de Boston         |
| 1988  | Larry Bird         | Celtics de Boston         |
| 1989  | Dale Ellis         | SuperSonics de Seattle    |
| 1990  | Craig Hodges       | Bulls de Chicago          |
| 1991  | Craig Hodges       | Bulls de Chicago          |
| 1992  | Craig Hodges       | Bulls de Chicago          |
| 1993  | Mark Price         | Cavaliers de Cleveland    |
| 1994  | Mark Price         | Cavaliers de Cleveland    |
| 1995  | Glen Rice          | Heat de Miami             |
| 1996  | Tim Legler         | Bullets de Washington     |
| 1997  | Steve Kerr         | Bulls de Chicago          |
| 1998  | Jeff Hornacek      | Jazz de l'Utah            |
| 1999  | Grève des joueurs  | Grève des joueurs         |
| 2000  | Jeff Hornacek      | Jazz de l'Utah            |
| 2001  | Ray Allen          | Bucks de Milwaukee        |
| 2002  | Peja Stojaković    | Kings de Sacramento       |
| 2003  | Peja Stojaković    | Kings de Sacramento       |
| 2004  | Voshon Lenard      | Nuggets de Denver         |
| 2005  | Quentin Richardson | Suns de Phoenix           |
| 2006  | Dirk Nowitzki      | Mavericks de Dallas       |
| 2007  | Jason Kapono       | Heat de Miami             |
| 2008  | Jason Kapono       | Raptors de Toronto        |
| 2009  | Daequan Cook       | Heat de Miami             |
| 2010  | Paul Pierce        | Celtics de Boston         |
| 2011  | James Jones        | Heat de Miami             |
| 2012  | Kevin Love         | Timberwolves du Minnesota |
| 2013  | Kyrie Irving       | Cavaliers de Cleveland    |
| 2014  | Marco Belinelli    | Spurs de San Antonio      |
| 2015  | Stephen Curry      | Warriors de Golden State  |
| 2016  | Klay Thompson      | Warriors de Golden State  |
| 2017  | Eric Gordon        | Rockets de Houston        |
| 2018  | Devin Booker       | Suns de Phoenix           |
| 2019  | Joe Harris         | Nets de Brooklyn          |
| 2020  | Buddy Hield        | Kings de Sacramento       |
| 2021  | Stephen Curry      | Warriors de Golden State  |
| 2022  | Karl-Anthony Towns | Timberwolves du Minnesota |
| 2023  | Damian Lillard     | Trail Blazers de Portland |
| 2024  | Damian Lillard     | Bucks de Milwaukee        |

## Slam Dunk Contest
| Année | Vainqueur               | Équipe                    |
| ----- | ----------------------- | ------------------------- |
| 1984  | Larry Nance             | Celtics de Boston         |
| 1985  | Dominique Wilkins       | Hawks d'Atlanta           |
| 1986  | Spud Webb               | Hawks d'Atlanta           |
| 1987  | Michael Jordan          | Bulls de Chicago          |
| 1988  | Michael Jordan          | Bulls de Chicago          |
| 1989  | Kenny Walker            | Knicks de New York        |
| 1990  | Dominique Wilkins       | Hawks d'Atlanta           |
| 1991  | Dee Brown               | Celtics de Boston         |
| 1992  | Cedric Ceballos         | Suns de Phoenix           |
| 1993  | Harold Miner            | Heat de Miami             |
| 1994  | Isaiah Rider            | Timberwolves du Minnesota |
| 1995  | Harold Miner            | Heat de Miami             |
| 1996  | Brent Barry             | Clippers de Los Angeles   |
| 1997  | Kobe Bryant             | Lakers de Los Angeles     |
| 1998  | Pas de concours de dunk | Pas de concours de dunk   |
| 1999  | Grève des joueurs       | Grève des joueurs         |
| 2000  | Vince Carter            | Raptors de Toronto        |
| 2001  | Desmond Mason           | Sonics de Seattle         |
| 2002  | Jason Richardson        | Warriors de Golden State  |
| 2003  | Jason Richardson        | Warriors de Golden State  |
| 2004  | Fred Jones              | Pacers de l'Indiana       |
| 2005  | Josh Smith              | Hawks d'Atlanta           |
| 2006  | Nate Robinson           | Knicks de New York        |
| 2007  | Gerald Green            | Celtics de Boston         |
| 2008  | Dwight Howard           | Magic d'Orlando           |
| 2009  | Nate Robinson           | Knicks de New York        |
| 2010  | Nate Robinson           | Knicks de New York        |
| 2011  | Blake Griffin           | Clippers de Los Angeles   |
| 2012  | Jeremy Evans            | Jazz de l'Utah            |
| 2013  | Terrence Ross           | Raptors de Toronto        |
| 2014  | John Wall               | Wizards de Washington     |
| 2015  | Zach LaVine             | Timberwolves de Minnesota |
| 2016  | Zach LaVine             | Timberwolves de Minnesota |
| 2017  | Glenn Robinson III      | Pacers de l'Indiana       |
| 2018  | Donovan Mitchell        | Jazz de l'Utah            |
| 2019  | Hamidou Diallo          | Thunder d'Oklahoma City   |
| 2020  | Derrick Jones Jr.       | Heat de Miami             |
| 2021  | Anfernee Simons         | Trail Blazers de Portland |
| 2022  | Obi Toppin              | Knicks de New York        |
| 2023  | Mac McClung             | 76ers de Philadelphie     |
| 2024  | Mac McClung             | Magic d'Osceola           |

Les moments forts du concours de dunk :
- 1986 : Spud Webb créé la surprise en remportant le concours de dunk du haut de ses 1,68 m. C'est le plus petit joueur à avoir remporté le concours de dunk.
- 1991 : Dee Brown remporte le concours en réussissant un dunk les yeux cachés par son avant-bras.
- 1992 : Cedric Ceballos réitère l'exploit de Dee Brown en dunkant les yeux bandés par un foulard.
- 1996 : Brent Barry réussit un dunk depuis la ligne des lancer-francs et devient le premier joueur blanc à remporter le concours.
- 1998 : le concours de dunk est remplacé par un concours de tirs, face aux critiques dénonçant la répétitivité des figures au fil des années. Mais sous la pression des fans le concours est réinstauré deux ans plus tard.
- 2005 : Josh Smith passe le premier tour en dunkant au-dessus de Kenyon Martin, assis sur une chaise. En finale, il porte en hommage le maillot de Dominique Wilkins et refait son windmill dunk (moulin à vent).
- 2006 : Nate Robinson gagne le concours en dunkant au-dessus de Spud Webb, debout.
- 2007 : Gerald Green gagne le concours en dunkant au-dessus du vainqueur 2006, Nate Robinson, au premier tour, puis en réalisant en finale un windmill dunk (moulin a vent) au-dessus d'une table.
- 2008 : Contrairement aux années précédentes, le vainqueur de la finale est déterminé par un vote du public et non par les membres du jury.
- 2010 : Nate Robinson entre dans l'histoire en remportant son troisième concours de dunk.

## Skills Challenge
| Année | Vainqueur                                           | Équipe                                   |
| ----- | --------------------------------------------------- | ---------------------------------------- |
| 2003  | Jason Kidd                                          | Nets du New Jersey                       |
| 2004  | Baron Davis                                         | Hornets de La Nouvelle-Orléans           |
| 2005  | Steve Nash                                          | Suns de Phoenix                          |
| 2006  | Dwyane Wade                                         | Heat de Miami                            |
| 2007  | Dwyane Wade                                         | Heat de Miami                            |
| 2008  | Deron Williams                                      | Jazz de l'Utah                           |
| 2009  | Derrick Rose                                        | Bulls de Chicago                         |
| 2010  | Steve Nash                                          | Suns de Phoenix                          |
| 2011  | Stephen Curry                                       | Warriors de Golden State                 |
| 2012  | Tony Parker                                         | Spurs de San Antonio                     |
| 2013  | Damian Lillard                                      | Trail Blazers de Portland                |
| 2014  | Damian Lillard Trey Burke                           | Trail Blazers de Portland Jazz de l'Utah |
| 2015  | Patrick Beverley                                    | Rockets de Houston                       |
| 2016  | Karl-Anthony Towns                                  | Timberwolves du Minnesota                |
| 2017  | Kristaps Porziņģis                                  | Knicks de New York                       |
| 2018  | Spencer Dinwiddie                                   | Nets de Brooklyn                         |
| 2019  | Jayson Tatum                                        | Celtics de Boston                        |
| 2020  | Bam Adebayo                                         | Heat de Miami                            |
| 2021  | Domantas Sabonis                                    | Pacers de l'Indiana                      |
| 2022  | Jarrett Allen, Darius Garland, Evan Mobley          | Cavaliers de Cleveland                   |
| 2023  | Jordan Clarkson, Walker Kessler, Collin Sexton      | Jazz de l'Utah                           |
| 2025  | Tyrese Haliburton, Bennedict Mathurin, Myles Turner | Pacers de l'Indiana                      |

## Shooting Stars Competition
| Année | Vainqueurs | Statut                                               |
| ----- | --- | ---------------------------------------------------- |
| 2004  | Derek Fisher (Lakers de Los Angeles) Lisa Leslie (Sparks de Los Angeles) Magic Johnson (Lakers de Los Angeles)     | Joueur en activité Joueuse en activité Joueur retiré |
| 2005  | Shawn Marion (Suns de Phoenix) Diana Taurasi (Mercury de Phoenix) Dan Majerle (Suns de Phoenix)                    | Joueur en activité Joueuse en activité Joueur retiré |
| 2006  | Tony Parker (Spurs de San Antonio) Kendra Wecker (Silver Stars de San Antonio) Steve Kerr (Spurs de San Antonio)   | Joueur en activité Joueuse en activité Joueur retiré |
| 2007  | Chauncey Billups (Pistons de Détroit) Swin Cash (Shock de Detroit) Bill Laimbeer (Pistons de Detroit)              | Joueur en activité Joueuse en activité Joueur retiré |
| 2008  | Tim Duncan (Spurs de San Antonio) Becky Hammon (Silver Stars de San Antonio) David Robinson (Spurs de San Antonio) | Joueur en activité Joueuse en activité Joueur retiré |
| 2009  | Arron Afflalo (Pistons de Detroit) Katie Smith (Shock de Detroit) Bill Laimbeer (Pistons de Detroit)               | Joueur en activité Joueuse en activité Joueur retiré |
| 2010  | Dirk Nowitzki (Mavericks de Dallas) Becky Hammon (Silver Stars de San Antonio) Kenny Smith (Rockets de Houston)    | Joueur en activité Joueuse en activité Joueur retiré |
| 2011  | Al Horford (Hawks d'Atlanta) Coco Miller (Dream d'Atlanta) Stevin Smith (Hawks d'Atlanta)                          | Joueur en activité Joueuse en activité Joueur retiré |
| 2012  | Landry Fields (Knicks de New York) Cappie Pondexter (Liberty de New York) Allan Houston (Knicks de New York)       | Joueur en activité Joueuse en activité Joueur retiré |
| 2013  | Chris Bosh (Heat de Miami) Swin Cash (Sky de Chicago) Dominique Wilkins (Magic d'Orlando)                          | Joueur en activité Joueuse en activité Joueur retiré |
| 2014  | Chris Bosh (Heat de Miami) Swin Cash (Sky de Chicago) Dominique Wilkins (Magic d'Orlando)                          | Joueur en activité Joueuse en activité Joueur retiré |
| 2015  | Chris Bosh (Heat de Miami) Swin Cash (Sky de Chicago) Dominique Wilkins (Magic d'Orlando)                          | Joueur en activité Joueuse en activité Joueur retiré |

## NBA D-League All-Star Game
| Année | Vainqueur        | Score | Score | Adversaire        | MVP                                                                     |
| ----- | ---------------- | ----- | ----- | ----------------- | ----------------------------------------------------------------------- |
| 2007  | Est              | 114   | 100   | Ouest             | Pops Mensah-Bonsu (Flyers de Fort Worth)                                |
| 2008  | Blue             | 117   | 99    | Red               | Jeremy Richardson (Mad Ants de Fort Wayne)                              |
| 2009  | Red              | 113   | 103   | Blue              | Courtney Sims (Stampede de l'Idaho) et Blake Ahearn (Wizards du Dakota) |
| 2010  | Ouest            | 98    | 81    | Est               | Brian Butch (Jam de Bakersfield)                                        |
| 2011  | Est              | 115   | 108   | Ouest             | Courtney Sims (Energy de l'Iowa)                                        |
| 2012  | Ouest            | 135   | 132   | Est               | Gerald Green (D-Fenders de Los Angeles)                                 |
| 2013  | Ouest            | 139   | 125   | Est               | Travis Leslie (Warriors de Santa Cruz)                                  |
| 2014  | Team Prospects   | 145   | 142   | Team Futures      | Robert Covington (Vipers de Rio Grande Valley)                          |
| 2015  | Team Futures     | 129   | 94    | Team Prospects    | Andre Emmett (Mad Ants de Fort Wayne)                                   |
| 2016  | Est              | 128   | 124   | Ouest             | Jimmer Fredette (Knicks de Westchester)                                 |
| 2017  | Est              | 105   | 100   | Ouest             | Quinn Cook (Charge de Canton)                                           |
| 2018  | NBA G League USA | 88    | 67    | Équipe du Mexique |                                                                         |